# 17
17 (XVII) fue un año común comenzado en viernes del calendario juliano, en vigor en aquella fecha. En el Imperio romano, era conocido como el Año del consulado de Flaco y Rufo (o menos frecuentemente, año 770 Ab urbe condita). La denominación 17 para este año ha sido usado desde principios del período medieval, cuando la era A. D. se convirtió en el método prevalente en Europa para nombrar a los años.

## Acontecimientos
- En Asia Menor (actual Turquía) se registra un terremoto, que arrasa 12 ciudades, entre ellas Sardes y Hierápolis.[1]
- Capadocia se convierte en provincia romana.
- Tiberio depone a Antíoco III de Comagene y nombra a Cneo Calpurnio Piso gobernador de Siria.

## Fallecimientos

### Marzo
- 17 de marzo: Ovidio, poeta romano.

### Fechas desconocidas
- Higino, escritor latino.
- Tito Livio, historiador latino.